# Katandra West
Katandra West – miasto w Australii, w stanie Wiktoria.